# 新常富
新常富（埃里克·托尔斯滕·尼斯特伦, 1879年-1963年），瑞典学者。清末赴中国任教，在中国活动近五十余年。

## 生平
1901年，获瑞典乌普萨拉大学理学士（化学与地理学专业），同时取得了瑞典皇家理工学院的工程文凭。同年，前往布达佩斯，出任化学工程师。
1902年，前往上海寻找工作机会。经过李提摩太介绍，任教于山西大学堂西斋，教授化学。在授课之余开始研究山西的地质与矿物。
1906年起，在山西巡抚恩寿的支持下，在实验室中对山西各地的矿物标本进行化学分析。
1910年，邀请高本汉来太原学习汉语。随后高本汉便任教于山西大学堂。
新常富意识到如果要有效地开发中国的矿产资源，必须绘制准确的矿产资源分布图。为此，1912年，新常富返回瑞典，试图联络瑞典学者共同完成此事。在这个过程中，安特生表达了对这个计划的兴趣，并承诺只要计划得到实施，他愿意花费一年的时间在中国执行这个计划。最终在众人合力推进下，该计划在1914年得到了袁世凯的批准。同年，由安特生和新常富等人组成的勘探队在河北省庞家堡发现特大铁矿。
1917年，新常富回到瑞典，在斯德哥尔摩大学采矿学系（Department of Mineralogy）攻读硕士。
1919年，在年轻学者埃里克·诺林（Erik Norin）的提议下，新常富和诺林一起回到太原，创立“瑞华博物调查会（The Nyström Institute for Scientific Research in Shansi）”，孙健初、王曰伦等山西大学学生也参与其中。该研究机构与丁文江和安特生领导的中央地质调查所紧密合作，另外也和燕京大学合作，主要进行地质和古生物调查，先后在山西发现数座矿藏。在该研究机构工作的埃里克·诺林后来成为乌普萨拉大学教授，孙健初是中国石油地质的奠基人，王曰伦则成为中国科学院院士。
1920年-1929年间，新常富在太原的山西大学、山西工业专门学校，北平的燕京大学、清华大学等学校授课。
1927年，在安特生的推荐下，乌普萨拉大学授予新常富名誉博士学位。
1954年，新常富返回瑞典定居，直到逝世。

## 荣誉
1906年，清政府授予新常富三品顶戴。
1910年，清政府授予新常富三等第一宝星。
1917年5月，中华民国大总统授予新常富三等嘉禾章。